# Île Dacang
L'île Dacang (Chinois: 大倉嶼; pinyin: Dàcāng yǔ) est une île appartenant au canton de Baisha au sein de l'archipel des Pescadores, entourée par l'île Xiyu et l'île Baisha dans la mer intérieure des Penghu. Elle est surnommée la "Perle de la mer intérieure" et elle est la seule île habitée de la mer intérieure. Les insulaires qui vivent au sud de l'île dépendent presque tous de la pêche. La superficie de l'île Dacang est très petite, seulement environ 0,17 km².